# Gila
Gila (anglicky Gila River) je řeka v Novém Mexiku a v Arizoně na jihu USA. Je 1040 km dlouhá. Povodí má rozlohu 150 000 km².

## Průběh toku
Pramení v horách na jižním okraji planiny Colorado. Na horním a středním toku má říční údolí charakter kaňonu. Ústí zleva do Colorada.

## Vodní stav
Zdrojem vody jsou především dešťové srážky. Na dolním toku v poušti Gila obvykle vysychá. Průměrný roční průtok vody činí 0,6 m³/s.

## Využití
Na řece byly vybudovány přehradní nádrže Coolidge a Gillespi.